# St Giles-without-Cripplegate
St Giles-without-Cripplegate je anglikánský kostel nacházející se v City of London. Stojí v ulici Fore Street v moderním komplexu Barbican. Kostel stál mimo historické městské hradby, nedaleko Cripplegate. Kostel je zasvěcen Svatému Jiljí, patronu žebráků a zdravotně postižených. Jde o jeden z mála středověkých kostelů v City of London, které přežily Velký požár v roce 1666.